# Sleuth - Gli insospettabili
Sleuth - Gli insospettabili (Sleuth) è un film del 2007 diretto da Kenneth Branagh, remake del film Gli insospettabili del 1972 diretto da Joseph L. Mankiewicz, tratto dal testo teatrale di Anthony Shaffer.

## Trama
Il romanziere di successo Andrew Wyke (Michael Caine) sposato da 14 anni, vive poco fuori Londra in una villa isolata ma estremamente tecnologica. La moglie, arredatrice d'interni, vive invece nella capitale col giovane amante Milo Tindle (Jude Law).

I due uomini si incontrano a casa del romanziere; l'intento di Milo è quello di chiedere il divorzio per conto della sua amante. Tra loro inizia allora una discussione che tra il sommesso e l'acceso dilaga ben presto a proposte inverosimili.
È uno scontro di cervelli con violenze psicologiche reciproche, offese mortali, una battaglia senza esclusioni di colpi.

## Preparazione e distribuzione
Il testo teatrale è stato riadattato per lo schermo dal Premio Nobel per la letteratura Harold Pinter.
Trentacinque anni dopo, Jude Law interpreta la parte che fu, nel film del 1972, dello stesso Michael Caine,  la cui parte attuale fu invece di Laurence Olivier.
Il film si svolge interamente nella casa dello scrittore di libri gialli e la donna contesa tra i due uomini non apparirà mai in scena, ma solo in due fotografie (colpite da due proiettili durante la prima colluttazione).
Presentato in concorso alla Mostra del Cinema di Venezia, è stato distribuito nelle sale cinematografiche italiane il 9 novembre 2007.

## Riconoscimenti
- 2007 - Camerimage
  - Candidatura per la Rana d'oro a Haris Zambarloukos